# Berzenczey Domokos
Görgényszentimrei és sámsondi primor Berzenczey Domokos Ignác Dániel (Lesnyek, 1879. május 5. – Szeged, 1939. január 12.) Zenta, később Szeged városi főmérnöke, építész.

## Származása, családja
Jómódú székely főnemes, primor családban született. Nagyapja, görgényszentimrei és sámsondi primor Berzenczey László politikus, az 1848–49-es forradalom és szabadságharcban kormánybiztos, utazó, őshazakutató. Édesapja, görgényszentimrei és sámsondi primor Berzenczey István ( - Nagyszeben, 1905. szeptember 26.) katonatiszt. Édesanyja, szentháromsági Szereday Erzsébet ( - Tustya, 1924. január 11.).
Berzenczey Domokos 1905. május 16-án Budapesten vette feleségül Mihálkovits Dezső, a Pesti Hazai Első Takarékpénztár főellenőrének és lukanényei Luka Anna lányát, Mihálkovits Margit Mária Amáliát (Budapest, 1882. február 19. - Budapest, 1955. október 17.). Mihálkovits Margit nagyapja Mihálkovits István postamester, a Zentai Takarékpénztár igazgató elnöke és Zenta város polgármestere volt.
Gyermekei:
- Rózsa Margit Erzsébet Anna (Zenta, 1906. július 16. - ) 1. férje: Szeged, 1925. január 5.[6] felsőszálláspataki Mara István Lajos Béla (Déva,	1896. február 1. - ) földbirtokos, 2. férje:	Szeged, 1935. április 30.[7] báró szentmiklósi és óvári Pongrácz Imre Vince Ferenc (Bjelina, 1902. szeptember 12. - Söchtenau, 1978. július 16.) főhadnagy
- Margit Erzsébet Anna Mária (Zenta, 1907. október 17. - ) 1. férje: Szeged, 1931. június 6.[8] dr. Bereczk Péter Gábor Béla (Szeged, 1894. október 23. - ), 2. férje: Budapest, 1938. március 5.[9] Rostás Elemér Ottmár István Lénárt (Budapest, 1894. október 25. - ) egyetemi gazdasági hivatalvezető
- Anna Erzsébet Mária Ilona (Zenta, 1909. augusztus 29. - ) férje: Szeged, 1934. augusztus 6.[10] borsódi és katymári dr. Latinovits Endre Ede Ottó (Budapest, 1907. október 17. - ) vármegyei tb. aljegyző, belügyminisztériumi titkár
- Erzsébet Mária Amália Ilona (Zenta, 1913. március 13. - )

## Pályája
Iskolái elvégzése után a Királyi József Műegyetemen folytatta tanulmányait, ahol 1902-ben szerzett építészmérnöki oklevelet. Először Budapesten helyezkedik el Czigler Győző mérnöki irodájában, ahonnan a kassa-oderbergi vasútigazgatóságra került. 1904 decemberében Zenta város főmérnökévé választották. Az I. világháború családjával Magyarország javára optált és Szegedre költözött, ahol 1918 április 22-én városi főmérnökké választották, amely tisztséget haláláig viselte. 1922 március 1-én műszaki főtanácsossá nevezték ki. 1928-tól az Alföldi Művészek Egyesületének, 1929 és 1937 között a Városi Mérnökök Országos Szövetségének elnöke, 1933-tól az Országos Középítési Tanács tagja. 1931-től szerkesztője a Szegedi Szemle, főmunkatársa a Városkultúra című lapnak.

## Munkái
Tervei alapján került átépítésre a Zentai Gimnázium (1906-1908), épült fel Zentán a Szent István-plébániapalota (1907-1909), a Páduai Szent Antal-templom (1909-1910). A Zentai Gimnázium átépítésére készített terveivel 1908-ban a londoni világkiállításon aranyérmet nyert. 1911-ben a Zenta főterén álló templom leégését követően, ugyan nem őt bízták meg Szent István templom és az új városháza megépítésével, az építkezések művezetése mellett jelentős térátalakítást hajtott végre.   
Főmérnöki működésének idejére esett Szeged harmadik korszakának legnagyobb építkezése. Berzenczey Domokos irányított a Szegedi Klinikák és a szegedi Dóm tér építését, amelynek során közvetlen munkatársa volt Klebelsberg Kuno vallás- és közoktatásügyi miniszternek. Működése alatt épült ki Szeged új úthálózata, számos fontos városrendezési tervet dolgozott ki. A Ligetfürdő építését 1930-ban vetette fel. A terveket Hajós Alfréd készítette, az új létesítmény átadására 1930. szeptember 18-án került sor.
Városrendezéssel foglalkozó írásai szaklapokban jelentek meg.

## Közéleti szereplése

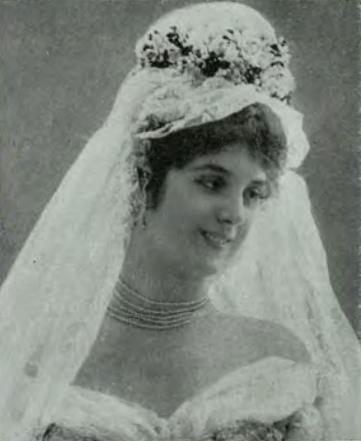
Berzenczey Domokosné Mihálkovits Margit

Berzenczey Domokos Zentán töltött évei alatt tagja lett a Kaszinónak, a Zenta Vidéki Takarékpénztár választmányának, feleségével együtt létrehozták a Berzenczey-Mihálkovits Alapítványt, amellyel a Zentai Gimnázium diákjait támogatták.
Tagja, később választmányi tagja volt a Szeged-Belvárosi Kaszinónak.

## Halála
Berzenczey Domokos 1939. január 12-én Szegeden hunyt el. Halálával férfiágon kihalt a görgényszentimrei és sámsondi primor Berzenczey család.